# Kråkö
Kråkö es una pequeña isla en Porvoo (Borgå en sueco) en Finlandia. Hay una escuela primaria para los niños de habla sueca en la isla y una estación de bomberos voluntarios. Antes había unas cuantas tiendas y una cafetería. Sin embargo, estos cerraron a finales de 1990. Hay un museo sobre la construcción de barcos, lo que refleja la industria principal de los isleños durante los siglos 19 y 20. La población era, hasta hace poco tiempo, casi totalmente de habla sueca. Más recientemente, la población de habla finesa ha aumentado y un número de nuevas viviendas se han construido en la isla. Muchas de las nuevas viviendas son casas de vacaciones o de verano y no están ocupadas todo el año. Kråkö significa en sueco  "Isla del cuervo".